# 798 Ruth
A 798 Ruth (ideiglenes jelöléssel 1914 VT) a Naprendszer kisbolygóövében található aszteroida. Max Wolf fedezte fel 1914. november 21-én.